# Liste der Baudenkmäler in St. Christina in Gröden
Die Liste der Baudenkmäler in St. Christina in Gröden (ladinisch Santa Cristina Gherdëina, italienisch Santa Cristina Valgardena) enthält die sieben als Baudenkmäler ausgewiesenen Objekte auf dem Gebiet der Gemeinde St. Christina in Gröden in Südtirol.
Basis ist das im Internet einsehbare offizielle Verzeichnis der Baudenkmäler in Südtirol. Dabei kann es sich beispielsweise um Sakralbauten, Wohnhäuser, Bauernhöfe und Adelsansitze handeln. Die Reihenfolge in dieser Liste orientiert sich an der Bezeichnung, alternativ ist sie auch nach der Adresse oder dem Datum der Unterschutzstellung sortierbar.

## Liste
| Foto |                 | Bezeichnung                                      | Standort                                     | Eintragung                  | Beschreibung                                                                                               | Metadaten                                              |
| ---- | --------------- | ------------------------------------------------ | -------------------------------------------- | --------------------------- | --- | ------------------------------------------------------ |
| ja   | Datei hochladen | Crëpa ID: 16950                                  | Insomstraße 46° 33′ 49″ N, 11° 43′ 46″ O     | 19. Feb. 1982 (BLR-LAB 310) | Wohnhaus teilweise aus dem 13. oder 14. Jahrhundert mit Stadel                                             | KG: St. Christina Bauparzelle: 478, 480                |
| ja   | Datei hochladen | Fussel ID: 16949                                 | Plesdinazstraße 46° 33′ 50″ N, 11° 43′ 42″ O | 19. Feb. 1982 (BLR-LAB 968) | Wohnhaus aus dem Spätmittelalter mit Stadel                                                                | KG: St. Christina Bauparzelle: 470/1, 470/2            |
| ja   | Datei hochladen | La Posta ID: 16946                               | Dursanstraße 22 46° 33′ 28″ N, 11° 43′ 18″ O | 19. Feb. 1982 (BLR-LAB 968) | dreigeschoßiger Bau, Stube mit geschnitzten Rokokoformen im 2. Stock                                       | KG: St. Christina Bauparzelle: 339/1                   |
| ja   | Datei hochladen | La Sigata ID: 16948                              | Chemunstraße 47 46° 33′ 34″ N, 11° 42′ 56″ O | 19. Feb. 1982 (BLR-LAB 968) | Barockbau mit geschnitzten Barockstuben                                                                    | KG: St. Christina Bauparzelle: 372                     |
| ja   | Datei hochladen | Paratoni ID: 16951                               | Insomstraße 46° 33′ 54″ N, 11° 44′ 1″ O      | 19. Feb. 1982 (BLR-LAB 968) | Wohnhaus                                                                                                   | KG: St. Christina Bauparzelle: 490, 491                |
| ja   | Datei hochladen | Pfarrkirche St. Christina mit Friedhof ID: 16947 | 46° 33′ 33″ N, 11° 42′ 55″ O                 | 19. Feb. 1982 (BLR-LAB 968) | Turm aus dem 14. Jahrhundert, Chor 1478 geweiht, Langhaus um 1730 errichtet, im 19. Jahrhundert verlängert | KG: St. Christina Bauparzelle: 366 Grundparzelle: 1526 |
| ja   | Datei hochladen | Villa Anri ID: 16952                             | Dursanstraße 46° 33′ 30″ N, 11° 43′ 37″ O    | 19. Feb. 1982 (BLR-LAB 968) | Villa mit neubarocken Stilformen, erbaut zwischen 1925 und 1929, Pläne von Marius Amonn                    | KG: St. Christina Bauparzelle: 827/1                   |

Falls bei einem Baudenkmal keine Koordinaten bekannt sind, werden ersatzweise die Katasterdaten zum Zeitpunkt der Unterschutzstellung angegeben. Diese sind weder offiziell noch zwingend aktuell.
Die vom Landesdenkmalamt übernommenen Adressen können veraltet sein.
| Foto:   | Fotografie des Denkmals. Klicken des Fotos erzeugt eine vergrößerte Ansicht. Daneben finden sich zwei Symbole: |
| ID      | Identifikator beim Südtiroler Landesdenkmalamt                                                                 |
| KG      | Katastralgemeinde                                                                                              |
| MD      | Ministerialdekret                                                                                              |
| BLR-LAB | Beschluss der Landesregierung – Landesausschussbeschluss                                                       |